# Nino Vingelli
Nino Vingelli (* 4. Juni 1912 in Neapel; † 26. März 2003 in Rom) war ein italienischer Schauspieler.

## Leben
Vor seiner Schauspieltätigkeit war Vingeli Schüler des Wirtschaftsinstitutes in seiner Geburtsstadt Neapel; bald jedoch zog es ihn auf die Bühne, wo er in Revuen und Dialketkomödien erste Erfahrungen sammelte. Seine Filmkarriere begann 1941 mit einer Rolle in I mariti neben Amedeo Nazzari. Nach dem Krieg etablierte er sich mit nüchternem, gesetztem Schauspielstil als Charakterdarsteller in komödiantischen ebenso wie in dramatischen Parts; er konnte aber auch unverwechselbar und detailreich Bauern, Schlägertypen, Arbeitern, Gaunern, Mafiosi und schmierigen Anwälten Gesicht und Stimme geben. Unter seinen über 140 Rollen ragen besonders einige Ende der 1950er Jahre heraus: jene des „Pizzaccio“ in Wo der heiße Wind weht  aus dem Jahr 1959, des energischen „Gennaro“ in Die Herausforderung (für diese Rolle erhielt er ein Silbernes Band als bester Nebendarsteller) aus dem Jahr zuvor und seine Interpretation in Auf St. Pauli ist der Teufel los. Oft stellte er Einwohner seiner Geburtsstadt dar, manche ohne Skrupel, manche auch liebenswert. Manchmal wurde er in kleinen Rollen unter seinen Möglichkeiten verschwendet. Seine Engagements beim Fernsehen waren weniger zahlreich. Ab Mitte der 1980er Jahre war er altersbedingt nur mehr selten zu sehen.

## Filmografie (Auswahl)
- 1941: I mariti
- 1952: Ewige Melodie (Melodie immortali)
- 1952: Das Lied vom Verrat (Processo alla città)
- 1953: Brot, Liebe und Fantasie (Pane, amore e fantasia)
- 1953: Fremdenlegion (Legione straniera)
- 1953: Ein Sonntag in Rom (La domenica della buona gente)
- 1954: Liebe, Brot und Eifersucht (Pane amore e gelosia)
- 1954: So geht’s im Leben (Questa è la vita)
- 1955: Ein Held unserer Tage (Un eroe dei nostri tempi)
- 1956: Ich laß mich nicht verführen (Poveri ma belli)
- 1956: Neros tolle Nächte (Mio figlio Nerone)
- 1956: Der Nerzmantel (Una pellicia del visone)
- 1957: Großmutter Sabella (La nonna Sabella)
- 1958: Don Vesuvio und das Haus der Strolche (Il bacio del sole)
- 1958: Die Herausforderung (La sfida)
- 1959: Auf St. Pauli ist der Teufel los (I magliari)
- 1959: Ferdinand – König von Neapel (Ferndinando I re di Napoli)
- 1959: Wo der heiße Wind weht (La Loi)
- 1960: Küste der Piraten (I pirati della costa)
- 1961: Schüsse auf der Piazza (Lo sgarro)
- 1962: Einer gegen Sieben (Duello nella Sila)
- 1963: Die Bienenkönigin (Una storia moderna – l’ape regina)
- 1965: Herr auf Schloß Brassac (Le Tonnerre de Dieu)
- 1965: Der Mann mit der goldenen Klinge (L'uomo che ride)
- 1966: Computer für Mord (A.D.3 operazione squalo bianco)
- 1966: El Cisco
- 1966: Laß die Finger von der Puppe (Per un pugno di canzoni)
- 1966: Orion-3000 – Raumfahrt des Grauens (Il pianeta errante)
- 1966: Ringo mit den goldenen Pistolen (Johnny Oro)
- 1967: Dämonen aus dem All (La morte viene dal pianeta Aytin)
- 1969: Zorro – Graf von Navarra (Zorro marchese di Navarra)
- 1970: Bataillon der Verlorenen (Uomini contro)
- 1970: Die Clowns (I clowns)
- 1970: Wer hat euch bloß den Führerschein gegeben? (Ma chi t'ha dato la patente?)
- 1970: Zwei Trottel in der Fußballiga (I due maghi del pallone)
- 1971: Im Auftrag der Cosa Nostra (Cose di Cosa Nostra)
- 1971: Der schwarze Leib der Tarantel (La tarantola del ventre nero)
- 1971: Zeig mir das Spielzeug des Todes (Il giorno del giudizio)
- 1971: Zwei Trottel an der Front (Armiamoci e partite!)
- 1972: Camorra
- 1973: Auch Killer müssen sterben (La mano nera)
- 1973: Gesetz der Gesetzlosen (I guappi)
- 1973: Sie nannten ihn Plattfuß (Piedone lo sbirro)
- 1976: Camorra – Ein Bulle räumt auf (Napoli violenta)
- 1978: Heroin (Milano… difendersi o morire)
- 1991: Freundschaft, Liebe, Rache (Vento di mare) (Fernsehfilm)
- 2000: Tobia al caffè